# Xylopia nitida
Xylopia nitida é uma espécie de magnólia. Foi descrito pela primeira vez por Michel Félix Dunal. Xylopia nitida pertence ao gênero Xylopia e à família Annonaceae.
Este tipo de planta pode ser encontrado em:
- Brasil